# Jean-Pierre Dick
Pour les articles homonymes, voir Dick.
Jean-Pierre Dick, né le 8 octobre 1965 à Nice, est un navigateur et un skipper professionnel français.
Il est notamment vainqueur de la Barcelona World Race à 2 reprises (2008 et 2011) et de la Transat Jacques-Vabre à quatre reprises dans la catégorie IMOCA (2003, 2005, 2011 et 2017), il est élu « marin de l'année » en 2011.

## Biographie
Jean-Pierre Dick est le troisième de quatre enfants et comme son père (Pierre-Richard Dick, fondateur des laboratoires Virbac), il est docteur vétérinaire et diplômé d'HEC (MBA), mais sa passion de la mer le fait se distinguer comme navigateur dans les courses au large depuis 1989.
En solitaire, lors de sa première participation au Vendée Globe en 2004-2005, il finit 6e. En 2008-2009, il participe de nouveau au Vendée Globe et abandonne sur avarie de safran.
Il a remporté un certain nombre de courses de prestige, notamment en double. On peut citer la Transat Jacques-Vabre en 2003, 2005, 2011 et 2017, la Barcelona World Race en 2008 et 2011.
Pour sa troisième participation au Vendée Globe, il finit 4e après avoir longtemps été dans le trio de tête. La perte de la quille entre les îles du Cap Vert et les Açores lui a fait perdre tout espoir de podium, mais il réussit l'exploit de finir la course en parcourant  2 643 milles sans quille.
En 2014 il se lance dans un nouveau projet de tour du monde : St Michel-Virbac, nom du nouveau bateau du skipper azuréen dessiné par Verdier VPLP.  St Michel-Virbac court les championnats IMOCA Ocean Masters de 2015 à 2017, avec en point d’orgue le Vendée Globe 2016-2017, dont il prend la quatrième place, avant d'enchaîner fin 2017 une quatrième victoire sur la Transat Jacques Vabre, avec Yann Eliès, auquel il cède la barre de son bateau, confiant alors son envie de "passer à autre chose". Avec sa société Absolute Dreamer, il développe notamment un nouveau bateau volant à foils, l'ETF26, créant du même coup un nouveau circuit.
Il participe à la Route du Rhum 2022, dans la catégorie Rhum Mono. Le 13 novembre, au 4e jour de course, alors en première position de sa catégorie, il est dérouté par la direction de course pour aller porter secours à Brieuc Maisonneuve, dont le catamaran de la catégorie Rhum Multi a chaviré.

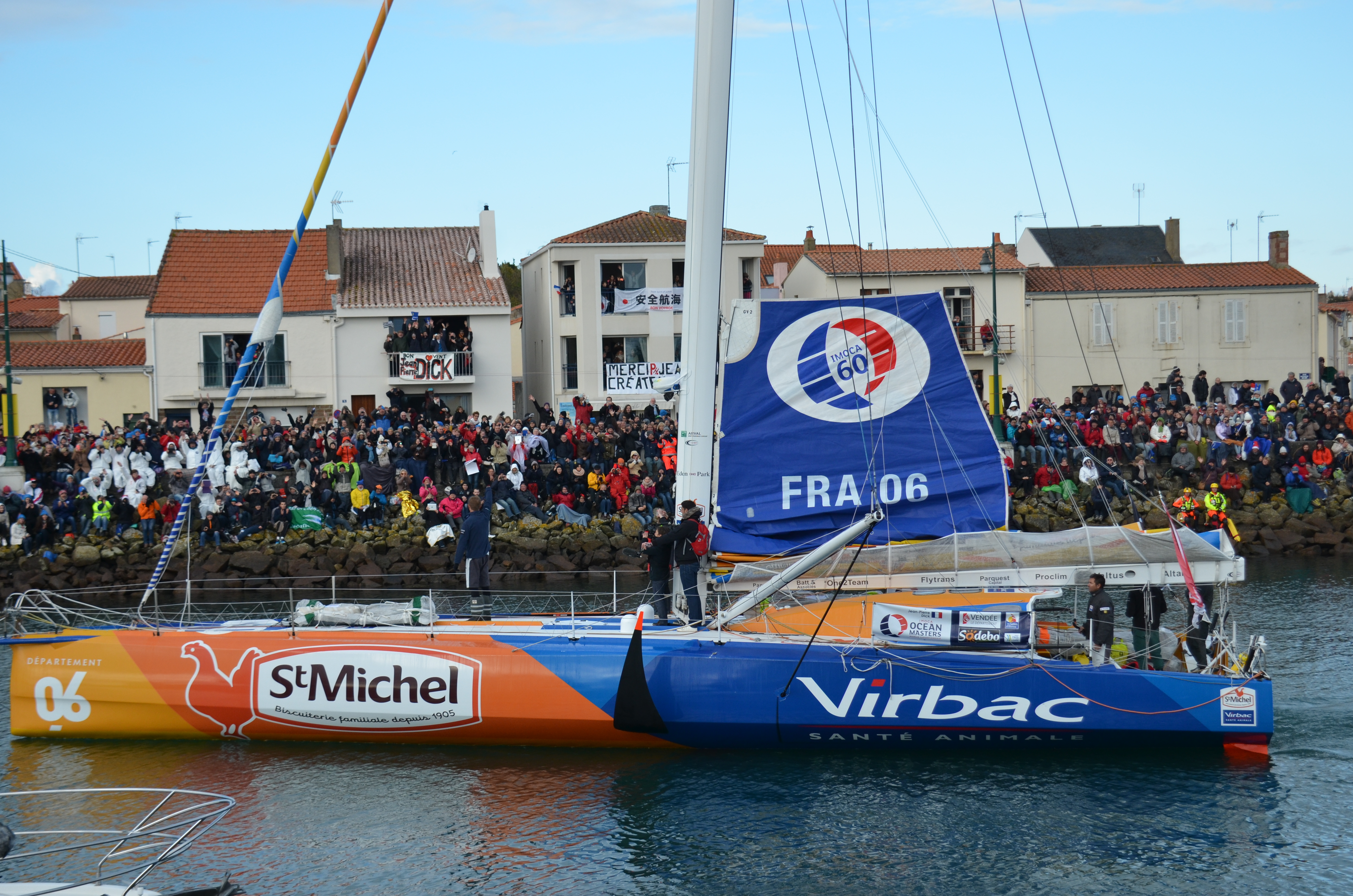
Jean Pierre Dick au départ du Vendée Globe 2016-2017.

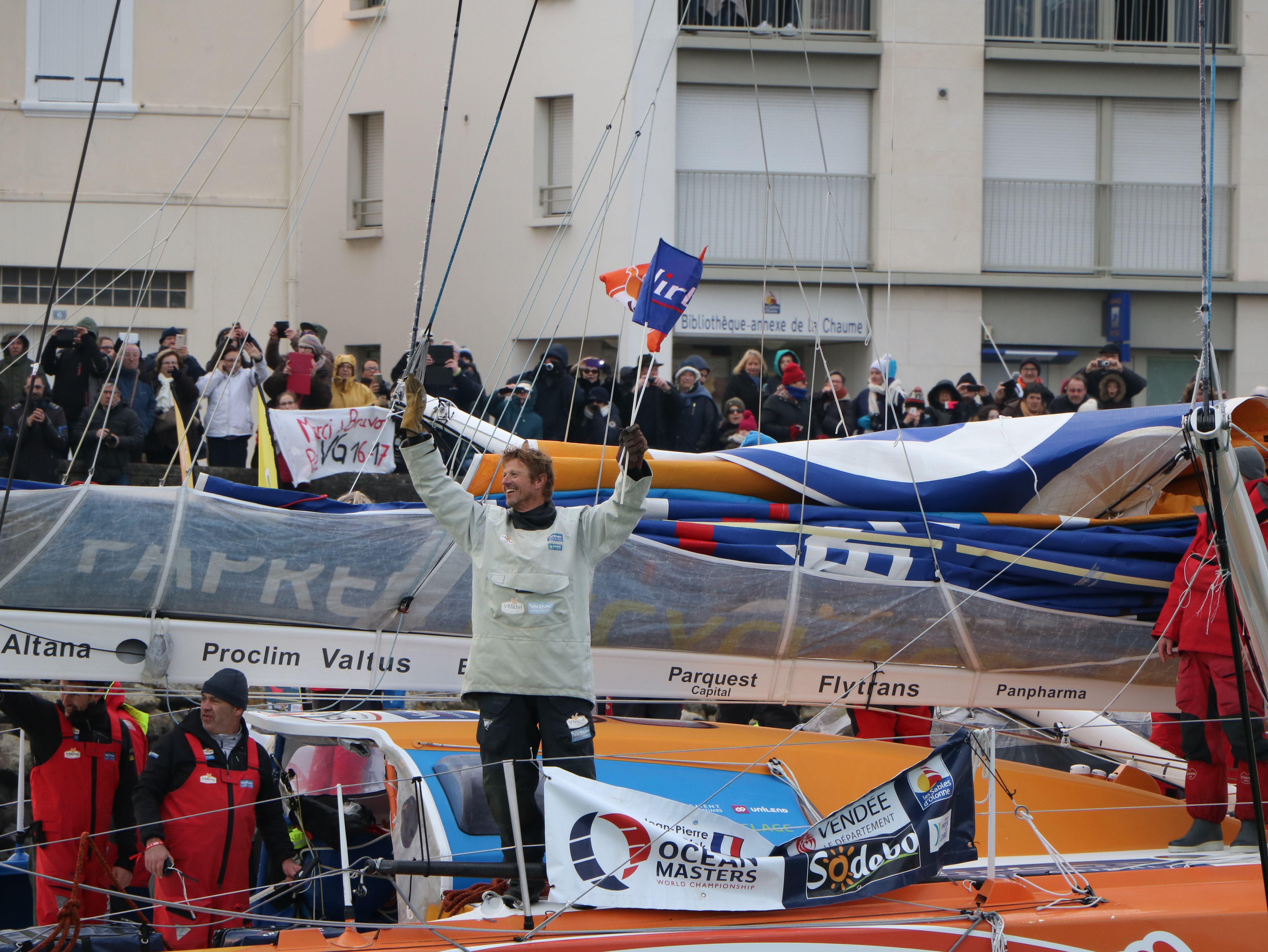
Arrivée de Jean-Pierre Dick aux Sables D'Olonne lors du Vendée Globe 2016-2017.

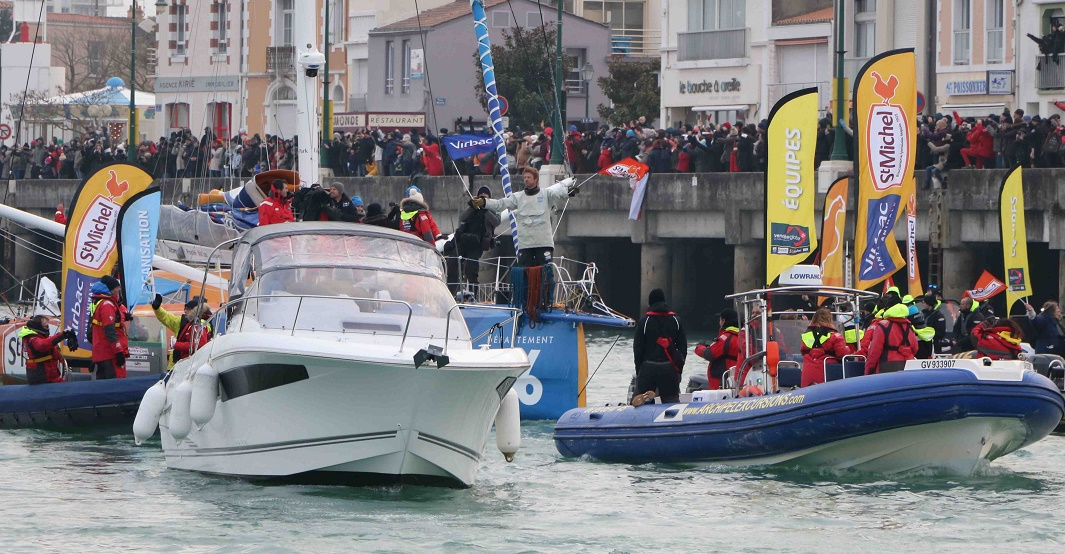
Arrivée de Jean Pierre Dick dans le chenal des Sables D'Olonne Lors du Vendée Globe 2016-2017.

## Palmarès

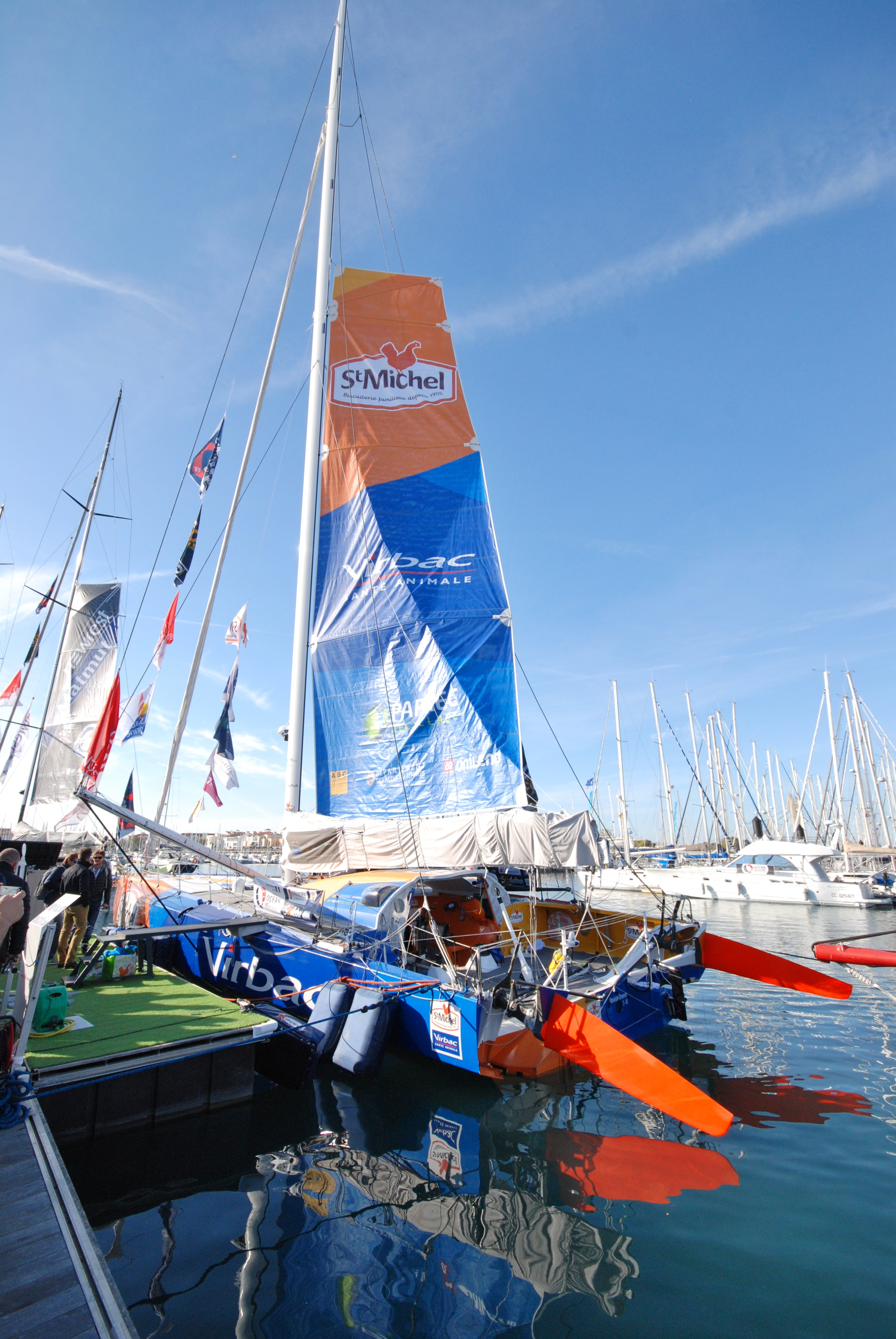
StMichel-Virbac

- 1989 : vainqueur du Spi Ouest France

- 1992 :
  - vainqueur du Spi Ouest France
  - vainqueur du Tour de France à la voile avec Jimmy Pahun

- 1993 : vainqueur du Championnat d'Europe de First class 8

- 1994 : vainqueur du Spi Ouest France

- 1995 : vainqueur du Spi Ouest France

- 1998 : vice-Champion d'Europe J24

- 2000 :
  - vainqueur de la Key West Race
  - vainqueur du National Melges 24

- 2001 :
  - vainqueur du Spi Ouest France
  - vainqueur du Tour de France à la voile

- 2002 :
  - vainqueur de la Giraglia Rolex Cup en 60 pieds IMOCA
  - 3e du Grand Prix Marseille
  - 2e du Grand Prix Larmor

- 2003 : vainqueur de la Transat Jacques-Vabre avec Nicolas Abiven

- 2005 :
  - vainqueur de la Transat Jacques-Vabre avec Loïck Peyron
  - 6e du Vendée Globe
  - 2e du Fastnet
  - 3e de la Calais Round Britain Race

- 2006 : 3e de la Route du Rhum

- 2008 :
  - vainqueur de la Barcelona World Race avec Damian Foxall.
  - abandon sur le Vendée Globe à la suite d'une collision avec un growler au large de la Nouvelle-Zélande

- 2009 : 5e de l'Istanbul Europa Race

- 2010 :
  - 4e de la Route du Rhum
  - champion du monde de la classe IMOCA

- 2011 :
  - vainqueur de la Barcelona World Race avec Loïck Peyron sur Virbac Paprec 3
  - champion du monde de la classe IMOCA
  - vainqueur de la Transat Jacques-Vabre avec Jérémie Beyou sur Virbac Paprec 3

- 2012 :
  - vainqueur Trophée Azimut,
  - vainqueur de la 1re étape de l'Europa Warm Up (en équipage) à bord de Virbac Paprec 3'

- 2013 : 4e de la 7e édition du Vendée Globe sur le monocoque 60 pieds IMOCA Virbac Paprec 3 après 86 jours et 3 heures de course en ayant parcouru un total de 27 734 miles dont les 2 643 derniers sans quille[6]

- 2015 :
  - vainqueur Round the Island Race
  - vainqueur National Open Mach sur l'Open 7.50 StMichel-Virbac

- 2017 : 
  - vainqueur de la Transat Jacques-Vabre avec Yann Eliès dans la catégorie des IMOCA sur St Michel - Virbac
  - 4e de la 8e édition du Vendée Globe sur le monocoque 60 pieds IMOCA St Michel-Virbac

- 2022 : vainqueur de la Route du Rhum dans la catégorie Rhum Mono sur Notre Méditerranée - Ville de Nice en 16 j 13 h 57 min 51 s

## Record
- Détenteur du record de distance à la voile en 24 heures en double en monocoque (60 pieds IMOCA) avec 506.33 milles marins (21,1 nœuds de moyenne) les 21-22 janvier 2011 lors de la Barcelona World Race
- Détenteur du record de distance à la voile en 24 heures en solitaire en Monocoque (60 pieds IMOCA) avec 517,23 milles marins (21,55 nœuds de moyenne) [7] parcourus entre le 30 novembre et le 9 décembre 2012 lors du Vendée Globe 2012-2013. Le record est en cours de validation par le WSSRC[8].

## Récompenses
- Élu marin de l'année 2011[9] par ses pairs et est fait chevalier de l'ordre national du Mérite[10].
- Honoré par le Cruising Club of America en recevant le « Rod Stephens Trophy 2013 »[11], au Yacht Club de New York.